# Xiao Jie
Xiao Jie (en chino simplificado, 肖捷; Kaiyuan, junio de 1957) es un político chino. Importante asesor político del primer ministro Li Keqiang, se desempeña como consejero de Estado y secretario general del Consejo de Estado de la República Popular China.

## Biografía
Nacido en el condado de Kaiyuan, provincia de Liaoning, se unió al Partido Comunista de China (PCCh) en agosto de 1985. En 1995 recibió un doctorado del Instituto de Investigación para la Ciencia Fiscal del Ministerio de Finanzas chino.
Desde julio de 2005 hasta agosto de 2007, fue vicegobernador de la provincia de Hunan y miembro del comité permanente del PCCh en Hunan. En agosto de 2007, fue nombrado director de la Administración Estatal de Impuestos y miembro del Consejo de Estado.
Entre marzo de 2013 y noviembre de 2016 se desempeñó como secretario general adjunto del Consejo de Estado y jefe de personal de Li Keqiang, y como director adjunto del Grupo de Líderes del Consejo de Estado para el Censo de la Economía Nacional.
En noviembre de 2016, fue nombrado ministro de finanzas, en reemplazo de Lou Jiwei. En marzo de 2018 fue nombrado secretario general del Consejo de Estado.